# Saint-Père, Ille-et-Vilaine
Saint-Père (tiếng Breton: Sant-Pêr-Poualed) là một xã của tỉnh Ille-et-Vilaine, thuộc vùng Bretagne, miền tây bắc nước Pháp.

## Dân số
Người dân ở Saint-Père được gọi là Péréens.
| Năm | 1962 | 1968 | 1975 | 1982 | 1990 | 1999 | 2007 |
| --- | ---- | ---- | ---- | ---- | ---- | ---- | ---- |
| Dân số | 965  | 1055 | 1080 | 1247 | 1516 | 1750 | 2313 |
| From the year 1962 on: No double counting—residents of multiple communes (e.g. students and military personnel) are counted only once. |      |      |      |      |      |      |      |